# باريس تورز 2006
باريس تورز 2006 (بالفرنسية: Paris-Tours 2006)‏ هو سباق دراجات هوائية، وهو الموسم رقم 100 من باريس تورز، وأقيم في 8 أكتوبر 2006 ضمن سباقات برو تور 2006.
فاز بالمركز الأول Frédéric Guesdon ‏، وبالمركز الثاني كورت اسلي ارفسين، وبالمركز الثالث ستيوارت اوغرادي.

## الفائزون
| الترتيب | الفائز            |
| ------- | ----------------- |
| الفائز  | Frédéric Guesdon ‏ |
| الثاني  | كورت اسلي ارفسين  |
| الثالث  | ستيوارت اوغرادي   |